# Satansverserna
Satansverserna (engelska: The Satanic Verses) är en roman av den indisk-brittiske författaren Salman Rushdie. 
Titeln Satansverserna åsyftar några verser ur Koranen, vilka har fått benämningen "satansverserna". Dessa verser manar profeten Muḥammad till dyrkan av tre mekkanska gudinnor: Al-Lat, Al-Uzza och Manat. Muḥammad inser dock senare att denna uppenbarelse var ingiven av satan.

## Handling
Romanen är ett verk inom magisk realism som utspelar sig på flera berättarnivåer. Huvudpersoner är två indiska muslimer som är bosatta i England, Gibrel och Saladin. De möts på ett flygplan på väg från Bombay till London som kapas av terrorister. Av misstag detonerar terroristerna en sprängladdning över engelska kanalen som spränger planet. Som de enda överlevande faller Gibrel och Saladin mot havet. Gibrel förvandlas till ärkeängeln Gabriel och har en serie drömmar, bland annat en alternativ historia om hur islam grundades. Saladin förvandlas till djävulen. De tar sig i land i England och upplever en rad verkliga och drömlika händelser.

## Kritikermottagande och analyser
Romanen har fått ett positivt mottagande av flera litteraturkritiker. Den inflytelserike kritikern Harold Bloom har utnämnt den till "Rushdies största estetiska bedrift". Romanen ses som "huvudsakligen en studie i alienation". Muhammd Mashuq ibn Ally menar att "Satansverserna handlar om identitet, alienation, rotlöshet, brutalitet, kompromisser och konformism" och att detta att leva med två kulturer samtidigt är något som möter alla migranters upplevelser. Han skrev att "Fastän surrealistisk, uttrycker den författarens egen pågående identitetskris" och att romanen avslöjar författaren som "offret för nittonhundratalets brittiska kolonialism". Rushdie har själv sagt att romanen inte handlar om islam "utan om migration, metamorfoser, delade själar, kärlek, död, London och Bombay."
Romanen har av vissa kritiker också kritiserats för att vara en osammanhängande blandning av handlingar, teman och karaktärer.
Paul Brians skriver i en analys att Rushdie i romanen vänder på det västerländska perspektivet om vad som är centrum och periferi i världen genom att framställa London som en exotisk plats. Han skriver att Rushdie i sin religionskritik följer i upplysningens fotspår där man strävade efter att underminera religiösa auktoriteter genom att utmana deras religiösa underbyggnad. Brians gör slutsatsen att fastän Rushdie är en postmodern berättare så är romanens värderingar påfallande traditionella: tron på individens frihet och tolerans, yttrandefrihet, skepsis mot dogmatik och tron på kärlekens förlösande kraft.

## Kontrovers
Romanen, som publicerades i oktober 1988, fick storpolitiska följder. Irans andlige och högste ledare ayatollah Ruhollah Khomeini utfärdade den 14 februari 1989 en dödsdom i en fatwa mot Rushdie, vilket tvingade författaren att leva under jord i flera år. Fatwan föranleddes bland annat av Rushdies förmenta blasfemiska brott mot monoteismen samt att han skriver om ”den dolde imamen” Muhammad al-Mahdi på ett komiskt vis.

## Bokbål
År 1988, och fortgående, brändes boken vid flera tillfällen av protesterande muslimer med motiveringen att den var anti-islamisk. Detta skedde både i Storbritannien och i andra länder där det protesterades.